# Cetatea Lahneck
Cetatea Lahneck este situată pe o stâncă lângă orașul Lahnstein din landul Hessa, Germania, la vărsarea râului Lahn în Rin; pe malul opus al Rinului se află castelul (cetatea) Stolzenfels. Cetatea prezintă o simetrie arhitectonică caracteristică cetăților mai noi din timpul dinastiei Staufer. Insă forma pentagonală a curții cetății este mai rar întâlnită la alte cetăți.

## Galerie de imagini

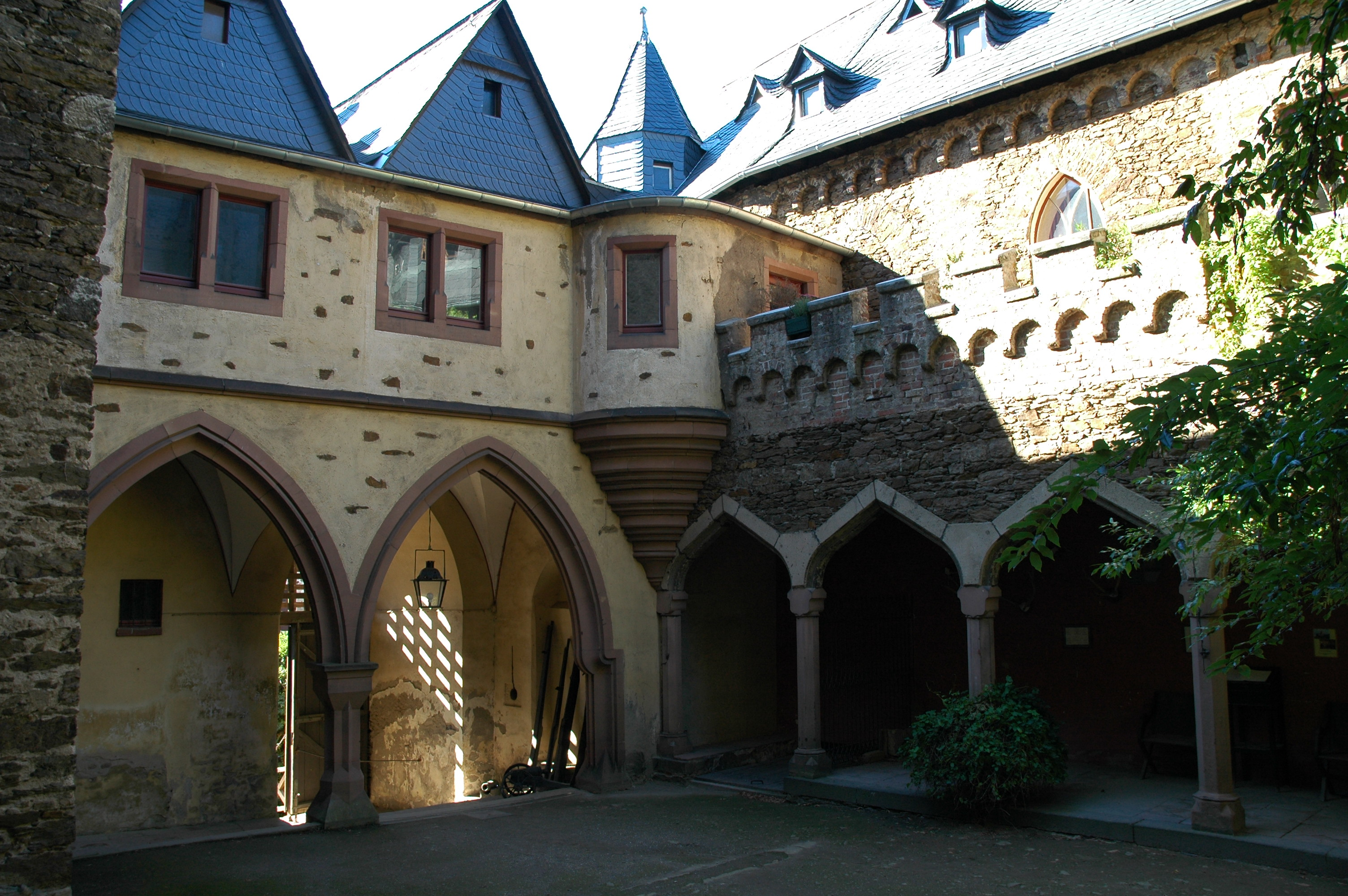
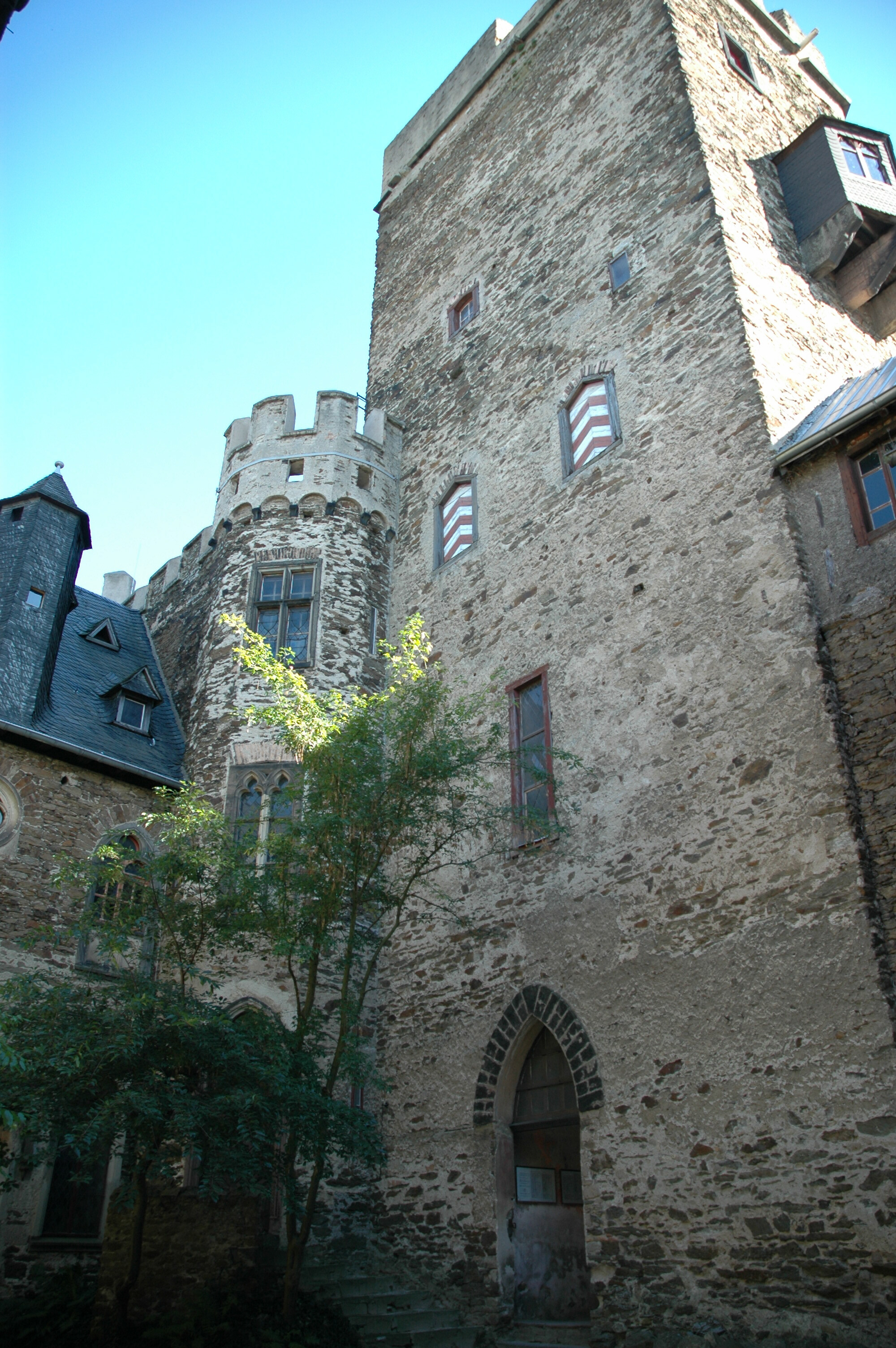
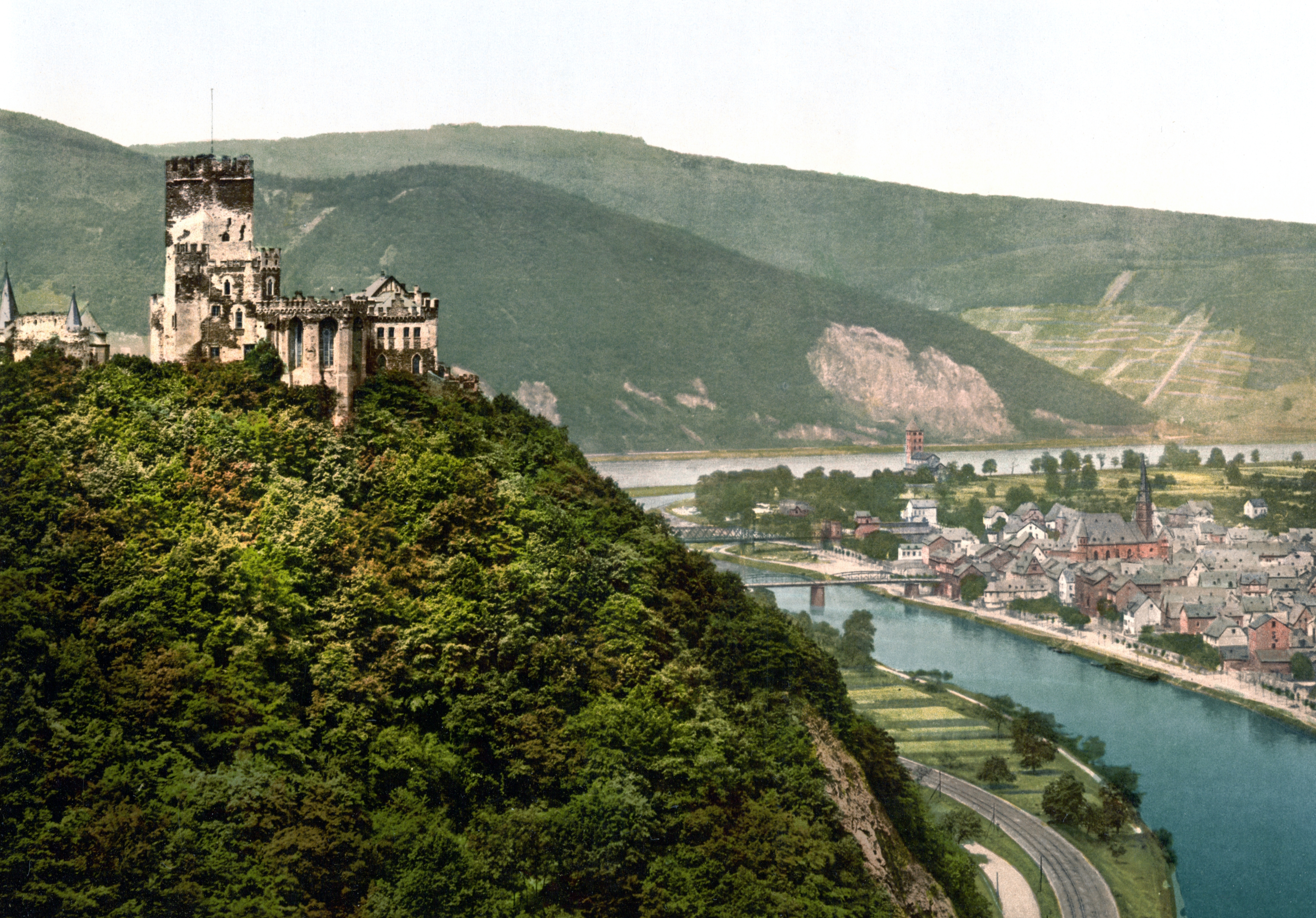
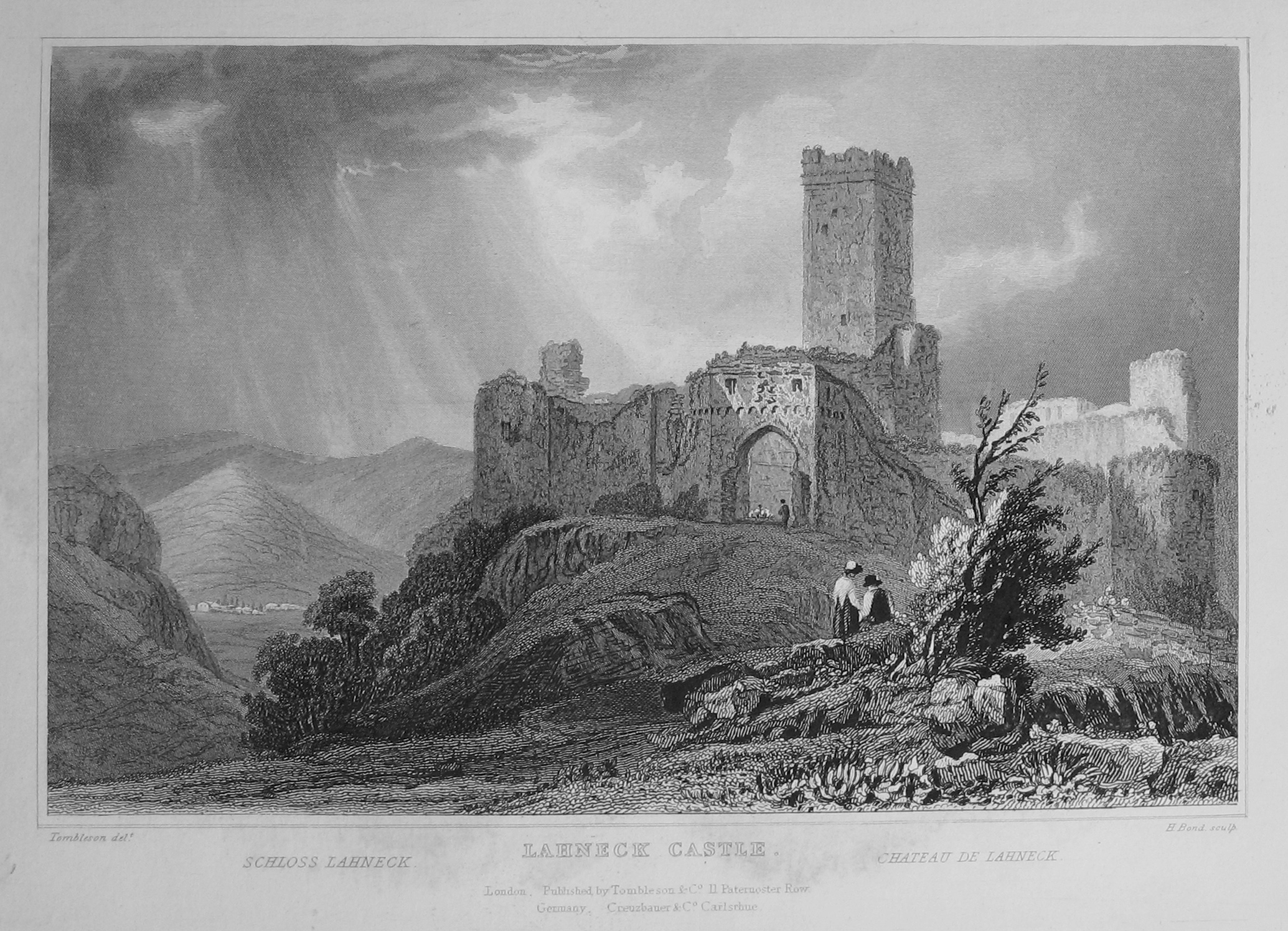